# Sagittidiplosis tenua
Sagittidiplosis tenua är en tvåvingeart som beskrevs av Fedotova 2004. Sagittidiplosis tenua ingår i släktet Sagittidiplosis och familjen gallmyggor. Inga underarter finns listade i Catalogue of Life.